# نيكولاس كاكلاماناكيس
نيكولاس كاكلاماناكيس رياضي من اليونان مواليد 19 اغسطس 1968 حصل على الميدالية الذهبية في أولمبيات أتلانتا 1996 والفضية في أولمبيات أثينا في رياضة ركوب الأمواج باللوح الشراعي كان الرياضي الذي اشعل الشعلة الأولمبية في الألعاب الأولمبية الصيفية الثامنة والعشرون في مدينة أثينا.

## روابط خارجية
- نيقولاس كاكلاماناكيس على موقع الاتحاد الدولي للملاحة الشراعية (موقع جديد) (الإنجليزية)
- نيقولاس كاكلاماناكيس على موقع الاتحاد الدولي للملاحة الشراعية (موقع قديم) (الإنجليزية)
- نيقولاس كاكلاماناكيس على موقع اللجنة الأولمبية الدولية (الإنجليزية)
- نيقولاس كاكلاماناكيس على موقع أوليمبيديا (الإنجليزية)